# آلویی

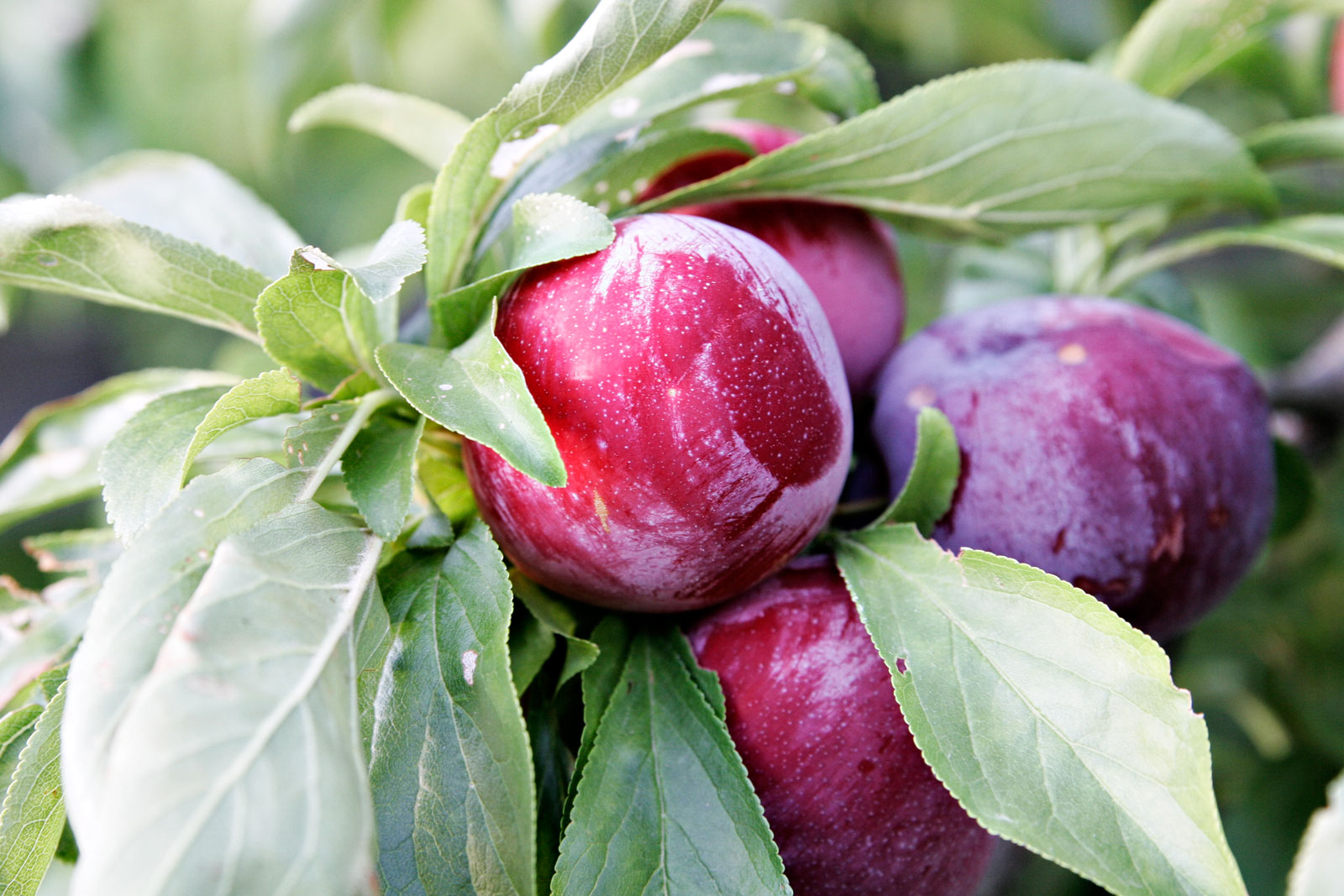
آلوی سیاه نارس روی درخت آلو

آلویی یک رنگ ارغوانی با رنگ خاکستری مایل به قهوه‌ای است، مانند آنچه در نگاره سمت راست نشان داده شده‌است، یا بنفش مایل به قرمز، که نمایش نزدیکی از رنگ متوسط میوه آلو است.
به عنوان یک رنگ چهارم در مدل رنگی آروای‌بی، آلویی ترکیبی مساوی از رنگ‌های درجه سوم فندقی و خاکستری توسی است.
نخستین استفاده ثبت‌شده از آلویی به عنوان نام رنگ در انگلیسی در سال ۱۸۰۵ بود.

## گوناگونی رنگ آلویی

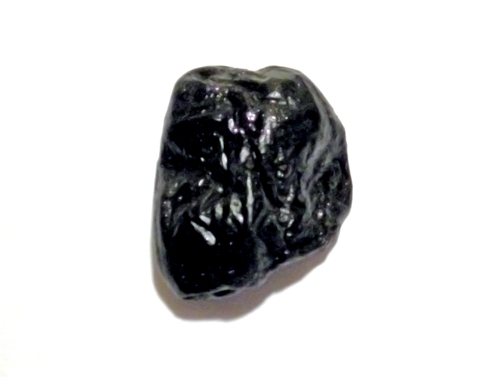
یک آلو بخارا

- آلویی کم‌رنگ
- آلویی (کرایولا)